# Gränby, Björklinge socken
Gränby, även Björklinge-Gränby, är en by i Björklinge socken i Uppsala kommun, Uppland.
Byn består av enfamiljshus samt bondgårdar och är belägen cirka 2 kilometer söder om Björklinge kyrka. Gränby ligger strax väster om länsväg C 600. Tillfart via en enskild väg.
Gräby omtalas i skriftliga handlingar första gången i 1376 års jordebok över Uppsala domkyrkas jordinnehav har en senare tillfogad notis om 5 öresland jord som domkyrkan förvärvat ('in Grænby) som årligen räntar 5 tön korn och 13 penningar. Den återkommer i senare dokument och är troligen identisk med de 5 öreland jord i Gränby "vid söderlandsåkern" som Nils Bosson (Natt och Dag)  1422 bekänner sig ha hindrat domkyrkan från att nyttja och som skall ha skänkts till domkyrkan av hans hustrus farmor Katarina Bengtsdotter (huvud). Domkyrkan har troligen kort därpå gjort sig av med marken i Gränby, 1541 omfattar Gränby 5 mantal skatte, från 1548 4 mantal skatte sedan en av gårdarna slagits samman med de övriga, med två underlydande utjordar i Drälinge och en i Laxkilen, Bälinge socken.